# پیتر پینیزوتو
پیتر پینیزوتو (انگلیسی: Peter Pinizzotto؛ زادهٔ) بازیکن فوتبال اهل کانادا است.